# Louis Labarre
Pour les articles homonymes, voir Labarre.
Louis Labarre, né le 1er mai 1810 à Dinant et mort le 17 janvier 1892 à Ixelles, est un journaliste et pamphlétaire belge de tendance républicaine radicale.

## Biographie
Louis Labarre prend part à la révolution de 1830 contre le despotisme de Guillaume Ier, roi des Pays-Bas réunis en 1815 par le Congrès de Vienne. Par après, il milite constamment pour l'indépendance de la Belgique. Celle-ci s'est toutefois donnée un régime monarchique, ce que Labarre, républicain jusqu'à la moëlle, regrette et combat.
Louis Labarre débute dès 1830 (il a 20 ans à peine) dans le journalisme. Il dirige le Charivari belge, collabore au National, dirige La Tribune de Liège en 1847, écrit dans La Nation de Bruxelles ainsi que dans Le Drapeau (en 1856). Il fonde La Comédie française et, en 1870, Les Nouvelles du jour.
Lauréat en 1840 d'un concours posant la question de l' Influence pernicieuse du journalisme sur les arts et les lettres, Louis Labarre reçoit en prix le tableau Les Troyens et les Grecs se disputant le corps de Patrocle de l'artiste belge Antoine Wiertz, également originaire de Dinant. Notons que cette toile avait été présentée au Salon de 1839 à Paris et qu'elle n'avait reçu qu'un accueil mitigé. 
Opposé à la politique que Napoléon III semble poursuivre dans les années '60 en vue d'annexer la Belgique, en 1871, après la chute de l'Empire français, Louis Labarre s'avère un ardent défenseur de la Commune de Paris.

## Publications
- Napoléon III et la Belgique; Bruxelles, 1860.
- Antoine Wiertz - Étude biographique; Bruxelles, 1866; 2e édition en 1867 (321 pages).